# Al Walser
Al Walser (ur. 16 lipca 1976 w Lozannie) – szwajcarski piosenkarz, DJ, autor tekstów i producent płytowy z siedzibą w Los Angeles w Kalifornii. Walser po raz pierwszy zyskał sławę jako członek niemieckiej grupy eurodance Fun Factory, z którą koncertował na całym świecie.

## Biografia
Walser urodził się w Lozannie w Szwajcarii jako dziecko mieszkanki Lichtensteinui i Afrykańczyka. Później stał się osobowością radiową w Liechtensteinie w Radio Liechtenstein, a następnie koncertował na całym świecie jako DJ. Po pracy w radio, Walser został poproszony o dołączenie do niemieckiej grupy eurodance Fun Factory po odejściu członka Toniego Cottury.
Walser napisał później książkę Musicians Make It Big: An Insider Reveals the Secret Path to Break in Today's Music Industry i założył wytwórnię płytową Cut the Bull Entertainment z siedzibą w Hollywood. Jest producentem i gospodarzem cotygodniowego konsorcjum US TOP 20 Show i byłym gospodarzem cotygodniowego programu radiowego Al Walser's Weekly Top 20.
W 2008 roku ukazał się jego debiutancki album Heart Breaker. Walser wydał singiel „Living Your Dream” we współpracy z amerykańską piosenkarką Jermaine Jackson w 2009 roku. Wydał utwór „I Can't Live Without You” w sierpniu 2012 roku, a później został kontrowersyjnie nominowany do najlepszego nagrania tanecznego na 55. Grammy Nagrody. W 2015 roku wydał swój solowy album „Al Walser Comes 2 Life!”.
W wywiadzie dla Spin, Al Walser opowiada o swojej muzyce i karierze po nagrodach Grammy w 2013 roku. Opowiada o swoim związku z Bogiem i o tym, jak jego duchowość kieruje jego karierą. Walser mówi: „Bóg jest naprawdę moim kierownikiem i moim przewodnikiem”. Al Walser wydał nowy singiel i teledysk „O.C.D.” 1 sierpnia 2014 r. Alan Cross przejrzał piosenkę na swojej stronie internetowej A Journal of Musical Things! Cross mówi, że lubi piosenkę i „przyznaję się, że nigdy wcześniej nie słyszałem o Alu Walserze, ale biorąc pod uwagę moje przemysłowe / metalowe predyspozycje, będę musiał przyjrzeć się temu facetowi”.

## Kontrowersje
Nominacja do Grammy Walsera za „I Can't Live Without You” przyciągnęła wiele uwagi ze względu na jego niepozorność w porównaniu z innymi nominowanymi. Kilku wybitnych muzyków dance zareagowało negatywnie na nominację, m.in. niemiecki muzyk Zedd, który stwierdził, że Walser bez pozwolenia wykorzystał elementy jego piosenki „Spectrum” w jednym ze swoich remiksów. Kilka środków masowego przekazu spekulowało, że członkostwo Walsera w National Academy of Recording Arts and Sciences i pozycja wyborcy Grammy mogła mieć wpływ na jego nominację. Walser odrzucił te roszczenia i zamiast tego przypisał swoją nominację „wspaniałej muzyce” i „prowadzeniu”. W wywiadzie dla FUSE TV Walser próbował wyjaśnić burzliwe reakcje, które wywołał w muzyce, mówiąc: „Niektórzy ludzie płacą pieniądze pod stołem lub wymieniają przysługi seksualne; a ja wyszedłem z nich czysto". Wśród negatywnej uwagi były też media, którym podobał się Al Walser i jego zbuntowany styl. Zel McCarthy z Billboardu napisał: „Jego postawa odzwierciedla wyjątkowe rozumienie branży muzycznej w ogóle”.

## Dyskografia

### Albumy studyjne
| Album                   | Szczegóły dotyczące albumu                                                                |
| ----------------------- | ----------------------------------------------------------------------------------------- |
| Heart Breaker           | - Wydany: 8 września 2008 - Wytwórnia: Blisstunes - Formaty: CD, digital download         |
| Al Walser Comes 2 Life! | - Wydany: 21 sierpnia 2015 - Wytwórnia: Cut The Bull Ent. - Formaty: CD, digital download |

### Single
| Tytuł                                     | Rok  | Album                |
| ----------------------------------------- | ---- | -------------------- |
| "Living Your Dream" (z Jermaine Jackson)  | 2009 | Singiel spoza albumu |
| "I Can't Live Without You" (z Olgą Levit) | 2012 | Singiel spoza albumu |